# Xantofòbia

Varietats de groc

Xantofòbia és una subfamília de les cromofòbies que indica una por patològica o fòbia del color groc o de la paraula «groc» i dels seus derivats. De la por de pallassos cap a la por del groc, milers de pacients pateixen per la por de coses inhabituals. Al cas de xantofòbia, els afectats poden patir de qualsevol cosa groga: el sol, narcisos, llaços grocs o la pintura groga. En casos greus, n'hi ha prou amb la paraula «groc» per provocar un atac de la malaltia.
Al futbol, «por de groc» indica la por d'obtenir una segona targeta groga que pot afeblir un jugador o un equip. En l'horticultura, una xantofòbia de l'horticultor pot ser contraproductiva, ja que les abelles són xantofíliques i cianofíliques i no poden veure el vermell. Al pas del segle xix al segle xx el perill groc indicava una por a Occident d'una emergència de la Xina que posaria en perill la «civilització». Des del 2017, a la península ibèrica es va prohibir al context electoral el groc pel seu valor simbòlic. A França, a l'esport del tir amb arc «por del groc» o «malaltia del groc» expressa el pànic d'aconseguir l'objectiu amb la tercera sageta després d'encertar amb les dues primeres. El nom prové del color groc de la diana.

## A les arts
- «Fear of Yellow» (2018) 9a cançó de l'àlbum Invisible del grup alemany Salt.[16]
- «Xanthophobia: Fear of Yellow» (2012) de Katie Putnam[17]
- «L'Ansia del Giallo» (La por del groc) (2017), curtmetratge de Viola Folador[18][19]